# Cantone di Aigrefeuille-d'Aunis
Il Cantone di Aigrefeuille-d'Aunis era una divisione amministrativa dell'arrondissement di Rochefort.
A seguito della riforma approvata con decreto del 27 febbraio 2014, che ha avuto attuazione dopo le elezioni dipartimentali del 2015, è stato soppresso.

## Composizione
Comprendeva i comuni di:
- Aigrefeuille-d'Aunis
- Ardillières
- Ballon
- Bouhet
- Ciré-d'Aunis
- Chambon
- Forges
- Landrais
- Thairé
- Le Thou
- Virson